# 上志比村
上志比村（かみしひむら）は、福井県の北東部に位置していた村。曹洞宗の宗祖道元が越前に移り、現在の永平寺開山の前に過ごした吉峰寺がある。
ニンニクの球根をモチーフにしたイメージキャラクターを制定し、村および特産品の周知に一役買っていた。6月のニンニクが収穫を迎える頃から、九頭竜川ではアユを釣る人々で賑わっていた。
1889年の町村制施行による設置以来、その名前と区域が変わることがなかったが、2006年2月13日に郡内1町となる永平寺町新設につき、松岡町、旧・永平寺町とともに消滅した。また、福井県内で最後まで残った、当初から廃置分合を行った事のない市町村であった。
以下は上志比村があった当時の記述である。

## 地理
- 河川: 九頭竜川

### 隣接していた自治体
福井県内の3市町と接していた。
- 吉田郡 : 永平寺町
- 勝山市
- 福井市

## 歴史

### 沿革
- 1889年（明治22年）4月1日 - 町村制の施行により、吉田郡山王村、野中村、浅見村、北島村、牧幅島村、大月村、市右衛門島村、大野島村、清水村、栗住波村、石上村、竹原村、中島村、市荒川村、藤巻村及び吉峰村の区域をもって、吉田郡上志比村が発足する。
- 2006年（平成18年）2月13日 - 吉田郡松岡町、永平寺町及び上志比村が合併して、改めて吉田郡永平寺町が発足する。

### 災害
- 1948年
  - 6月28日 - 福井地震が発生。
  - 7月25日 - 集中豪雨により、九頭竜川屈曲部の左岸堤防が決壊。福井市内にかけて冠水[2]。

## 行政
- 村長　鈴木喜代宏（2004年9月から）

## 経済

### 産業
- 主な産業

- 産業人口（2005年国勢調査）
  - 第一次産業：103人
  - 第二次産業：607人
  - 第三次産業：1,075人

## 地域

### 健康
- 平均年齢 47.6歳（2005年国勢調査）

### 教育
- 上志比村上志比中学校
- 上志比村上志比小学校

## 交通

### 鉄道路線
- 中心となる駅：山王駅
- 隣接市町村への連絡
  - えちぜん鉄道
    - 勝山永平寺線：（永平寺町） - 越前野中駅 -  山王駅 - 越前竹原駅 - 小舟渡駅 - （勝山市）
- 都道府県庁への連絡
  - 山王駅より勝山永平寺線にて約35分の福井駅（福井市）下車
- 広範囲な連絡
  - 福井駅にてJR西日本の特急列車と接続

### 道路
一般国道
村内を走る一般国道：国道416号
県道
村内を走る県道：
福井県道168号藤巻下荒井線
福井県道254号上志比インター線
福井県道255号牧福島上荒川線

## 名所・旧跡・観光スポット・祭事・催事
- 吉峰寺
- 上志比人希の里公園[3]（ニンキーの里公園）